# 蘇治華
蘇治華（英語：Johnny Su，（1956年8月23日—2007年11月22日）），TIC100創辦人研華文教基金會前任執行長，國際創新創業發展協會副理事長。

## 生平
1997年，蘇治華受研華科技董事長劉克振指派，以1,000萬元成立研華文教基金會並擔任執行長。當時劉克振有兩個要求，一是基金會要舉辦年年都可舉辦的活動，不僅內容與眾不同，還須對青少年朋友具有教育啟發的作用，最好還能培養出許多青年科學家。因此蘇治華想出「TiC100科技創新競賽」。
離開TIC100後，蘇治華轉任國際創新創業發展協會副理事長，國際創新創業發展協會扮演跨國平台，先從亞洲區開始尋找各國合作對象。 
2007年7月底的全球創新事業智慧獎，共有21組國際團隊來台，競賽現場中希望尋找投資標的，有台灣、日本、蒙古、新加坡、泰國等國的18位企業與組織代表，前來簽署合作協定及尋求人才。
於2007年11月22日因心臟病發驟逝

## 外部連結
- 孩子，我怎麼教你飛 2003年2月號《遠見雜誌》 第200期 （页面存档备份，存于）
- 李國彥. 蘇治華：鼓勵學子背著書包創業，經濟日報，2002年12月29日
- 趨勢觀察 創業競賽 企業學校兩路並進，經濟日報，2007年8月19日[永久]